# Neemia (nome)
Neemia  è un nome proprio di persona italiano maschile.

## Varianti in altre lingue
- Catalano: Nehemies[1]
- Ebraico: נְחֶמְיָה (Nechemyah, Nehemyah)[2][3]
- Francese: Néhémie
- Greco biblico: Νεεμίας (Neemias)[2]
- Inglese: Nehemia, Nehemiah
- Latino: Neemias[2]
- Spagnolo: Nehemías[1]

## Origine e diffusione
È un nome di tradizione biblica, portato dal profeta Neemia, fautore della ricostruzione di Gerusalemme dopo l'esilio a Babilonia, da cui prende il nome l'omonimo libro dell'Antico Testamento.
Deriva dall'ebraico נְחֶמְיָה (Nechemya o Nehemyah), composto da נָחַם (nacham, "confortare") e יָה (yah, "Dio", "Yahweh"); il significato complessivo può essere interpretato come "confortato da Yahweh", "il Signore conforta", "il Signore ha confortato".

## Onomastico
L'onomastico si può festeggiare il 13 luglio in memoria di san Neemia, profeta.

## Persone

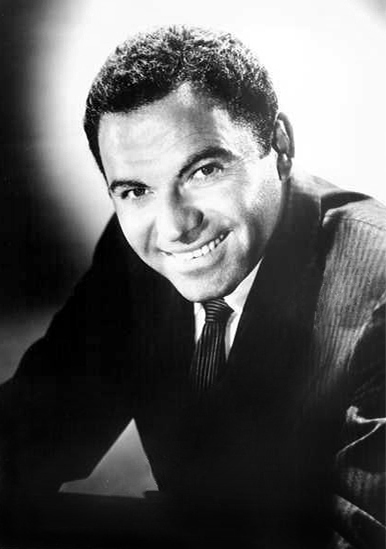
Nehemiah Persoff

- Neemia Tialata, rugbista a 15 neozelandese

### Variante Nehemiah
- Nehemiah Green, politico statunitense
- Nehemiah Grew, botanico inglese
- Nehemiah Kish, ballerina statunitense
- Nehemiah Persoff, attore e pittore israeliano naturalizzato statunitense

### Altre varianti
- Nehemia Gordon, biblista statunitense
- Neemias Queta, cestista portoghese